# Пайтоне
Пайтоне (итал. Paitone) — коммуна в Италии, в провинции Брешиа области Ломбардия.
Население составляет 1654 человека, плотность населения составляет 236 чел./км². Занимает площадь 7 км². Почтовый индекс — 25080. Телефонный код — 030.
Покровительницей коммуны почитается святая Иулия, празднование 22 мая.